# Tsessebe

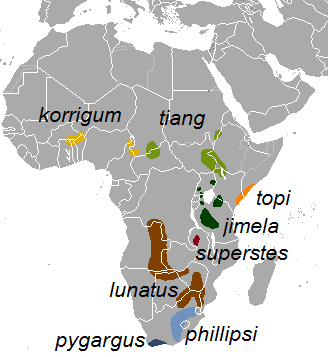
Das Verbreitungsgebiet des Tsessebe

Die Tsessebe (Damaliscus lunatus), selten auch Sassaby geschrieben, ist eine Antilopenart aus dem Artkomplex der Leierantilopen. Sie kommt im Osten Angolas, im Westen von Sambia, in Simbabwe, dem Norden von Botswana, im namibischen Caprivistreifen und im Nordosten Südafrikas vor.

## Merkmale
Das Tsessebe erreicht eine Kopf-Rumpf-Länge von 190 bis 226 (Weibchen) bzw. 207 bis 229 Zentimetern (Männchen) und eine Schwanzlänge von etwa 45 Zentimeter. Die Schulterhöhe beträgt 108 bis 132 (Weibchen) bzw. 116 bis 134 Zentimeter (Männchen) und das Gewicht liegt zwischen 136 und 158 Kilogramm. Der Hinterfuß ist 48 bis 57 Zentimeter lang, die Ohrlänge beträgt 18 bis 21. Die Hörner sind lang und verlaufen von ihrer Basis zunächst nach außen, dann nach innen und am Ende nach oben, so dass sich eine leierartige Form ergibt. Die Hörner sind quer geringelt und 25 bis 39 cm lang. Ihre Spitzen stehen 18,5 bis 41,5 cm auseinander und an der ausladendsten Stelle ist das Gehörn 26 bis 45 cm breit. Der Schädel hat eine Länge von 36,5 bis 43 cm. Weibchen sind stets ein bisschen zierlicher als die Männchen.
Das Fell des Tsessebe ist bräunlich oder lohfarben mit einem purpurnen Einschlag. Die Oberseite des Kopfes und der obere Bereich von Vorder- und Hinterläufen sind dunkelgrau. Der gelbliche Schwanz endet in einer langen schwarzen Quaste. Das Innere der Ohren und die Innenseiten der Beine sind gelblich.

## Lebensraum und Lebensweise
Das Tsessebe kommt in Graslandschaften mit stark wasserdurchlässigen Böden vor. Während der Trockenzeit halten sich die Tiere besonders an der Grenze zu bewaldeten Regionen und in der Nähe offener Wasserstellen auf. Sie sind gute Läufer und können einen schnellen Galopp über weite Distanzen durchhalten, springen aber nicht. Die Männchen sind revierbildend. Die Reviergrenzen werden regelmäßig kontrolliert und durch demonstratives Sich-zur-Schau-Stellen auf kleinen Bodenerhebungen, durch Kot und ein Sekret aus der Vorderaugendrüse, das auf dem Boden und auf Termitenbauten verstrichen wird, markiert. Um das Sekret auf den Boden aufzubringen, knien die Männchen mit den Vorderbeinen. Andere Männchen werden durch breitseitiges In-den-Weg-Stellen und drohendes Kopfnicken am Eindringen gehindert. Kommt es zum Kampf, umkreisen sich die Männchen vorher. Der Zweikampf wird mit den Hörnern und oft kniend mit angewinkelten Vorderbeinen ausgefochten. Die Weibchen und Jungtiere bilden kleine Herden; außerdem gibt es noch Gruppen junger, nicht revierbesitzender Männchen. Die Weibchen-/Jungtier-Herden gehören immer zu einem dominanten, revierbesitzenden Männchen. Die größte, in Botswana gefundene Tsessebe-Herde bestand aus 194 Tieren. Tsessebes ernähren sich fast ausschließlich von Gräsern, besonders von hochwachsenden Gräsern wie Sorghum. Als „Selektierer“ zupfen sie dabei vor allem die jungen Blätter der Gräser ab.

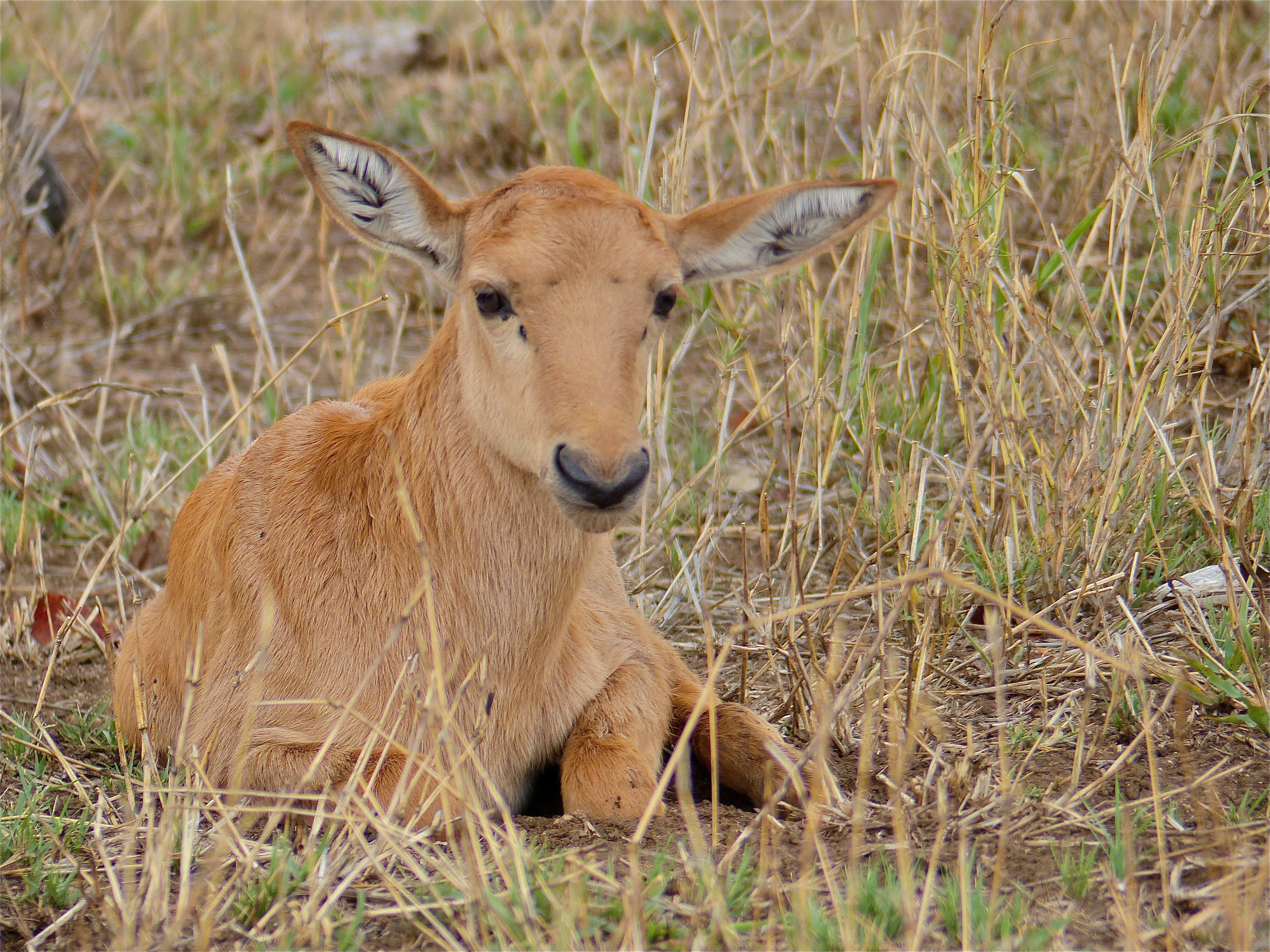
Junges Tsessebe

## Fortpflanzung
In der südafrikanischen Provinz Limpopo paaren sich die Tiere von Januar bis März, südlich davon im Kruger-Nationalpark von Dezember bis Januar und im nördlichen Botswana liegt die Paarungszeit im März und April. Schon kurz nach der Geburt können die Jungtiere der Mutter folgen. Grasen die Weibchen, so liegen die Jungtiere zu zweit oder mehreren in kleinen Vertiefungen im Boden, während ein Weibchen auf sie aufpasst und die anderen fressen können. Männchen werden im Alter von 40 bis 42 Monaten geschlechtsreif, Weibchen bekommen im Schnitt in einem Alter von ca. 36 Monaten ihr erstes Jungtier. Von da an kalben mehr als 90 % der ausgewachsenen Weibchen jährlich.

## Systematik
Das Tsessebe ist eine Art aus der Gattung der Leierantilopen (Damaliscus) und der Familie der Hornträger (Bovidae). Die Leierantilopen wiederum gehören innerhalb der Familie zur Unterfamilie der Antilopinae und bilden zusammen mit den Gnus (Connochaetes), der Hunter-Antilope (Beatragus) und den Eigentlichen Kuhantilopen (Alcelaphus) die Tribus der Kuhantilopen (Alcelaphini). Gemeinsame Kennzeichen der Kuhantilopen finden sich in dem recht großen Körperbau, in der charakteristisch hohen Lage der Schulter sowie dem abfallenden Rücken, in den quer gerippten Hörnern und in den tiefen Drüsengruben im Gesicht. Zudem haben die Kuhantilopen lange Schädel mit großen Hohlräumen in der Stirn, die bis in die Ansätze der Hörner reichen. Laut molekulargenetischen Untersuchungen bilden entweder die Eigentlichen Kuhantilopen oder die Hunter-Antilope die nächsten Verwandten der Leierantilopen. Alle drei Gattungen formen eine monophyletische Klade mit den Gnus als Schwestergruppe.
Das Tsessebe wurde erstmals 1824 durch den britischen Forschungsreisenden und Naturforscher William John Burchell unter der Bezeichnung Antilope lunata beschrieben. Die Gattung Damaliscus wurde 1894 durch die englischen Zoologen Philip Sclater und Oldfield Thomas eingeführt. Ursprünglich wurden verschiedene südlich der Sahara vorkommende Antilopenformen unter der wissenschaftlichen Bezeichnung Damaliscus lunatus (deutsch: Leierantilope) geführt. Im Jahr 2003 wurde mit dem Bangweulu-Sassaby (Damaliscus superstes) eine Art abgetrennt, unter dem Hinweis, dass die übrigen Unterarten ebenfalls neu bewertet werden müssten. Im Jahr 2011 wurden diese im Zuge einer Revision der Hornträger durch den australischen Mammalogen Colin Groves und seinen englischen Kollegen Peter Grubb ebenfalls auf den Artstatus verschoben, so dass die wissenschaftliche Bezeichnung Damaliscus lunatus nur noch für das südafrikanische Tsessebe gültig ist.

## Gefährdung
Nach Angaben der IUCN ist das Tsessebe ungefährdet. Der Bestand wird auf über 20.000 Exemplare geschätzt. Über 40 % der Tiere leben in Schutzgebieten, z. B. im südafrikanischen Kruger-Nationalpark, sowie im Moremi-Wildreservat und im Chobe-Nationalpark im Norden Botswanas.